# Suzay
Suzay är en kommun i departementet Eure i regionen Normandie i norra Frankrike. Kommunen ligger i kantonen Les Andelys som tillhör arrondissementet Les Andelys. År 2022 hade Suzay 344 invånare.

## Befolkningsutveckling
Antalet invånare i kommunen Suzay
Referens:INSEE